# Nature Reviews Immunology
Nature Reviews Immunology — медицинский научный журнал, издаваемый Nature Publishing Group с 2001 года, публикующий обзорные статьи по иммунологии.
В 2012 году журнал обладал импакт-фактором 33,129, что является самым большим значением для обзорных журналов по иммунологии.
Пятилетний импакт-фактор — 46,507 (2017).

## О журнале
Журнал публикует обзорные статьи, посвящённые последним достижениям в иммунологии. Основные направления исследований, представленные в журнале, включают в себя:
- Аллергия и астма
- Аутоиммунитет
- Апоптоз в иммунной системе
- Хемокины и хемокиновые рецепторы
- Цитокины и цитокиновые рецепторы
- Устройство и функции клеток иммунной системы
- Гемопоэз
- Инфекции и иммунитет
- Иммунотерапия
- Врождённый иммунитет
- Иммунная система слизистых оболочек
- Регуляция иммунного ответа
- Сигнализирование в иммунной системе
- Трансплантации
- Иммунология опухолей
- Разработка вакцин